# 와도쿠로야역
와도쿠로야역(일본어: 和銅黒谷駅, わどうくろやえき)은 일본 사이타마현 지치부시에 있는 지치부 철도 지치부 본선의 역이다.

## 역 구조
섬식 승강장 1면 2선의 지상역으로 업무 위탁역이다(관리역: 요리이역).
역무원 근무 시간은 평일의 월,수,금요일은 7:00 ~ 14:00, 평일의 화,목요일은 11:30 ~ 18:30, 주말은 8:00 ~ 16:00이다.
와도에서 채굴한 "와도 유적"의 근처역이다. 당역에서 도보로 약 5분에서 조진샤(절), 와도 유적에는 신사에서 도보로 약 15분 거리이다. 승강장에는, 직경 약 1 ~ 2m인 와도카이친의 기념물이 놓였다.

### 승강장
| 1 | ■ 지치부 선 | 지치부・미쓰미네구치・ ■지치부 선 직통 한노・도코로자와・이케부쿠로 방면 |
| 2 | ■ 지치부 선 | 나가토로・요리이・구마가야・교다시・하뉴 방면                            |

- 1번 선의 경우, 자사 통근형 차량에서는 각 차량 중간 정도의 2곳만 문이 열린다.

## 역 주변
- 국도 제140호선
- 아라카와강
  - 와도 대교
- 요코제 강
  - 요코제 강 교량
- 와도 유적
- 조신샤
- 스와 성터

## 역사
- 1914년 10월 27일: 구로야역으로 영업 개시.
- 2008년 4월 1일: 와도 봉헌으로부터 1300주년을 기념하여 와도쿠로야역으로 역명 변경.

## 사진

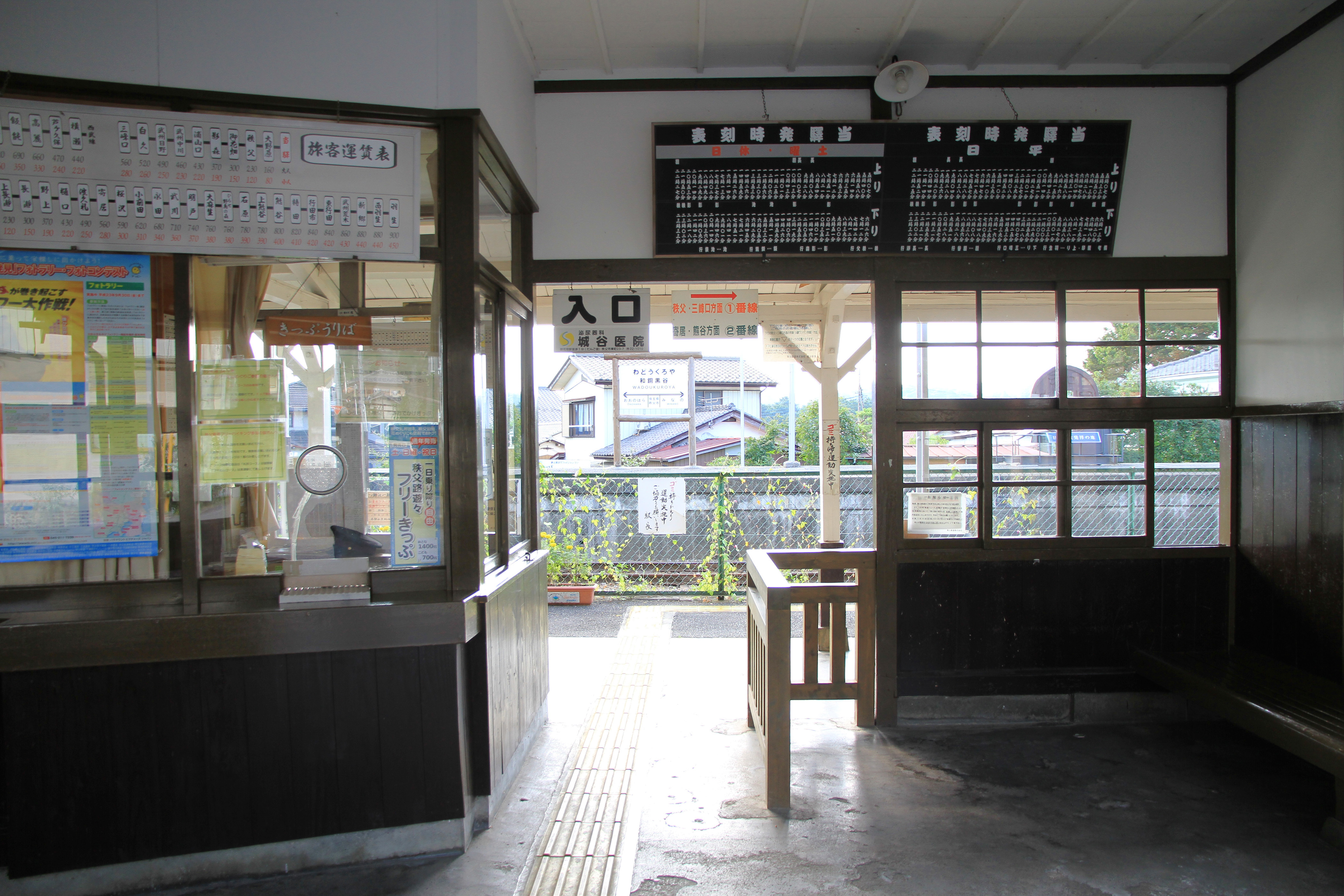
개찰구

## 인접역
| 지치부 철도 ■ 지치부 본선 | 지치부 철도 ■ 지치부 본선 | 지치부 철도 ■ 지치부 본선  |
| ------------------------- | ------------------------- | -------------------------- |
| 미나노 하뉴 방면          | 보통                      | 오노하라 미쓰미네구치 방면 |